# 海月姫
『海月姫』（くらげひめ）は、東村アキコによる日本の漫画作品。「おしゃれ」に縁のなかった少女と女装男子が繰り広げる騒動を描いたシュールラブコメディ。
本作における「腐女子」は、「男性同性愛を扱った作品を好む女性」という意味ではなく、「己の趣味のみに没頭するオタク女性」を指す。アニメ版では腐女子と呼ぶ描写はなく、単にオタクとされている。

## 概要
『Kiss』（講談社）にて2008年21号より連載された。なお、2014年4月号掲載の後、翌5月号を休載し別作品『東京タラレバ娘』を掲載して以後は、2作とも不定期連載の扱いとなっていた。単行本は講談社より全17巻が発行されており、10巻までの累計発行部数は220万部に達している（10巻の帯より）。第34回（平成22年度）講談社漫画賞少女部門受賞。「このマンガがすごい!2011」オンナ編第3位受賞。
2010年10月から12月にかけてフジテレビ『ノイタミナ』枠でテレビアニメ化された。
2014年には実写映画化された。
2018年1月から3月まで、フジテレビ系にて芳根京子の主演でテレビドラマが放送された。

## あらすじ
イラストレーターを志して上京したクラゲオタクの月海（つきみ）が住むのは、風呂・トイレ共同、男子禁制の昭和レトロな外観のアパート「天水館（あまみずかん）」。住人は全員腐女子で、みな実家からの仕送りのみで生計を立てるニートである。天水館に住む資格として「オシャレ人間は天敵」「人生に男を必要としない」などというモットーを立て更には自分達を“尼〜ず”と称し、外部との接触を避けてまったりと楽しいぬるま湯のような日々を送っていた。
ある日、月海は行きつけのペットショップで、誤った飼育方法で死にかけているお気に入りのクラゲを救出すべく、店員に交渉を試みるも、生来の対人下手からうまく説明できずに相手にしてもらえなかった。そこに偶然通りかかった美女が事情を聞き、月海に代わってクラゲを助けてくれた。月海は深く感謝するが、誰が見ても見とれるほどの美貌を備えたその美女は、実は近所に邸宅を構える政治家一族の次男であり蔵之介という名のれっきとした男性だった。
天水館や月海を気に入った蔵之介は、男子禁制であるため気が気でない月海の迷惑には無頓着ながらも一応男性であることを隠して頻繁に出入りするようになる。やがて、自分を醜く「普通の女の子ではない」と思い込み、おしゃれには無縁な月海を美しく変身させる事に没頭し出す。言われるがままにおしゃれを施され、まるで別人の様に見違えるも不慣れさに戸惑うばかりの月海だったが、蔵之助の兄である修に初めての恋心を抱き、胸の痛みやとまどいを覚えるようになる。
そんな中、土地再開発による天水館取り壊しの危機が訪れる。大切な場所を失うかも知れず、かといって他に行く当てもないのに相変わらず他力本願で自分達の手で天水館を守ろうとしない、出来ない尼〜ずに業を煮やした蔵之介は「泣き寝入りかよ!」と一喝、デベロッパーの担当者である女狐の稲荷に対し「立ち退く気はない、我々が天水館を買い取ってオーナーになる」と宣言し、対立するようになる。
蔵之介は、月海がデザインした「クラゲをモチーフにしたドレス」を作り、ファッションブランドを立ち上げて、その売上で天水館を買い取ろうと行動するが、思わぬ障害が待ち構えていた。

## 登場人物
※原作の内容に基づく。

### 主人公
倉下月海（くらした つきみ）
声 - 花澤香菜
演 - 能年玲奈（実写映画版）/ 芳根京子（テレビドラマ版）
本作の主人公。18歳。クラゲオタク。
イラストレーターを目指して鹿児島から上京。インターネットのコミュニティサイトで知り合った友達に誘われて天水館へ入居した。
幼い頃、母（声 - 皆口裕子）と一緒にお姫様のドレスのようなクラゲを見て以来クラゲが大好きになった。蔵之介によって命を救われたタコクラゲのクララを溺愛しており、自室内はクラゲの写真と自作の絵が四方の壁のいたるところに飾られている。
普段はメガネに三つ編みであり、そばかすがある。服装も主にグレー、茶、モノトーンのスエット上下という非常に冴えない外見である。蔵之介にメイクやスタイリングを施されると清楚なお嬢様風になるのだが、積極的に着飾りたいという欲求はない。自信のなさからおしゃれな人や異性の前ではおどおどした態度になり、他人の言動を誤解することも少なくない。蔵之介の兄である修に恋をしているが、自分を卑下する余り恋をする資格などないと思っているため、なかなか気持ちを認められずにいる。
母は月海が幼い時に病死している。生前の母は娘をこよなく慈しんでおり「クラゲのようなウェディングドレスを作ってあげる」と月海に約束していた。それを知った蔵之介の主導でクラゲをモチーフとしたドレスを作ることになる。
普段はおしゃれやファッションには疎いが、イメージが浮かぶと人柄が一変、蔵之介曰く「覚醒モード」に突入、別人の如くクリエイター気質の才能を発揮する。
鯉淵蔵之介（こいぶち くらのすけ）
声 - 斎賀みつき
演 - 菅田将暉（実写映画版）/ 瀬戸康史（テレビドラマ版）
ペットショップでクラゲを助けた、気の強い女装をした男性。自他共に認める美少年で、女装した姿は誰もが見惚れるほどの美人。本業は大学生。鯉淵修の異母弟。
大臣経験もある大物政治家の鯉淵慶一郎と、彼の愛人である舞台女優のリナの間に生まれる。幼少時は実母と暮らしていたが、その後鯉渕家に引き取られる。しかし、幼くして実母と引き離されたことに反発し、政治家にだけはなりたくないと考えており、一族に男として生まれたため故の運命なのであれば、女装という行為が性別および女らしさの振る舞いに相応しいか評価を得ようと目論んでいる、いわゆるトランスベスタイト。更にはファッション界で生きたいという夢も持っている。
以前は毎晩のようにクラブで遊び、話題は「流行りの音楽」「ファッション」「セックス」くらいというメンツと過ごしていたが、全く違うタイプの月海と出会い、原石を磨く楽しさに目覚め一緒に過ごす時間が経つほどに特別な感情が芽生え始める。天水館は男子禁制なので、月海以外の尼〜ずには男である事を隠しており、「本当は女だが男として育てられた『蔵子』」と名乗っている。オシャレ人間を天敵とする尼〜ずからは最初はよく思われていなかったが、高い食事をおごるなど食欲に訴える懐柔にて取り入った。天水地区の開発に携わる稲荷を敵視し、一緒に（半ば無理やり）クラゲのドレス作りを行うなどして、現在では天水館にすっかり馴染んでいる。そのため大学の友人が尼〜ずを馬鹿にした際、彼女らを「友達」と公言し、不快感を露にしたこともある。
月海の母親のエピソードを聞き、月海と共に「クラゲのドレス」作りを始め、自らのファッション業界への夢を叶え、同時にその利益で取り壊しの危機にさらされている天水館を買い取ろうと考えている。

### 天水館の住人（尼〜ず）とその関係者
千絵子（ちえこ）
声 - 斉藤貴美子
演 - 馬場園梓（アジアン）（実写映画版） / 富山えり子（テレビドラマ版）
尼〜ずの一人。ポッチャリした体型でメガネをかけている。
天水館の管理人である母親の千世子（テレビドラマ版では富山えり子の二役）が韓流スターのペ・ヨンジュン（映画ではイ・ビョンホン）を追って度々韓国へ行ってしまうため、管理人代行を務める。メンバーの中では比較的しっかりとしており、社交性もある常識人。常に冷静だが時にはショックのあまり暴走したり、激怒したりすることもある。
着物好きで、常に和服を着用している。自ら仕立てる事も多いため、和裁が得意である。非常に速い運針に長けており、クラゲのドレス作りでは才能を十分に発揮している。また趣味として市松人形を収集しており、それぞれ全てに名前を付けて我が娘として可愛がっている。
リーダー的な役割で皆から頼りにされており、傷病の手当てや仕送りの生活費が不足してくると和菓子を手作りして振舞うなどやりくりもしてみせる。蔵子（蔵之介）の男のような言葉遣いや言動をきちんとたしなめる事もあり、蔵之介には比較的協力的である。
学生のころのあだ名は大山のぶ代（テレビドラマ版ではハム）。
まやや
声 - 岡村明美
演 - 太田莉菜（実写映画版） / 内田理央（テレビドラマ版）
尼〜ずの一人。団塊ジュニア世代。三国志おたく。身の回りのものや人間を三国志の登場人物に当てはめる「当てはめトーク」は一度始まるとなかなか止まらない。
NHK『みんなのうた』の後に放送していた三国志の人形劇を見て以来、三国志に傾倒し始めたとしていたが、単行本15巻episode.0にて従姉妹のまみ姉（ウイング関）から0歳の時、横山 三国志を読み聞かせられたのが始まりとなった。特に特定の国・武将が好きということもないが、董卓は敵として認識しており、目覚まし時計の音が「董卓討つべし!」である。漢王朝の復興を願っている。
やたらと勢いがあり、奇声をあげたり、一番先に取り乱したりする。常に両手を前に出し、足先や指先をバレリーナのように伸ばすなどの奇妙な動きをしている。事件が起こると率先して活躍するとされるが、あまり役に立たない。身長170cm、自らの切れ長の目と男みたいな体型を嫌い、その目を髪で隠していたが、実は立ち姿が綺麗で美しいモデル体型である事が発覚。顔立ちもスーパーモデルに多いエキゾチックさから、蔵之介に絶賛され、説得の後、三国志のガチャポンフィギュアの報酬のためにクラゲのドレスのモデルとなる。一度、ファッションショー中に疲労と糖分不足で倒れた。冷え性で「どくだみ茶」を愛飲している。
アニメ版では最初から三国志のガチャポンフィギュア収集をしていた事になっている。蒼天航路は全巻持ってはいない。
小中学生のころのあだ名は殺し屋、高校は竹ぼうき。
ばんば
声 - くまいもとこ
演 - 池脇千鶴（実写映画版） / 松井玲奈（テレビドラマ版）
尼〜ずの一人。うるう年の2月29日生まれ。「4年に1回の誕生日だからまだ8歳」と自称している。鉄道マニア。
天然パーマで、アフロヘアのような髪型が特徴。身長は小さめ。太いシマシマ模様のトレーナーを着ている。口調は男っぽいが、やる気はあまりない。しかし鉄道や食べ物となるとやや興奮する。
落ち着いたテンションでいることが多く、尼〜ずの仲間が困っているときに助け舟を出すこともある。まややと仲がよく、一緒に買い物に行ったり、ファミレスに行ったりする。良質な肉などプリン体が多い食物を見抜く特技を持つ。
『廃線跡を歩く』という番組を見て鉄道趣味に目覚めた。都電荒川線のレトロ車両を見るとつい乗ってしまう。鉄道模型収集も行っている。原作ではプラレール以外は不明であるが、アニメ版ではOゲージの模型を所有していると発言している。
ジジ
声 - 能登麻美子
演 - 篠原ともえ（実写映画版） / 木南晴夏（テレビドラマ版）
尼〜ずの一人。
ボブカットでメガネを掛けており、スカートを着用している。いつも猫背で内股。枯れ専（油っ気の抜けた枯れた中高年男性を好む嗜好）で執事カフェや、枯れた男性ウォッチングのため名曲喫茶に入り浸る。貧血気味。
個性の強い尼〜ずの中ではかなり地味で、蔵之介に「影の薄い人」と言われたが、ばんばとまややが裁縫で役に立たないのに比べまともな戦力となるので、クラゲのドレス作りで出番が多くなる。また、クラゲのドレスのブランド『Jellyfish』のブログを瞬く間に作り上げてから、PCの操作が得意である事が判明し、PCを使ったクラゲのドレスの品質管理も担当する。
原作では水谷豊の相棒と橋爪功の出演する番組は欠かさない。
アニメ版では特に地井武男への愛着を語ることが多い。
目白樹音（めじろ じゅおん）
演 - 滝藤賢一（テレビドラマ版）
天水館4号室の住人。売れっ子のBL漫画家。
対人恐怖症で夜行性のため他の住人たちも滅多に会うことがなく、会話は全て用件を書いたメモをドアの隙間から出し入れする筆談で行われる。締め切り前には住人たちがアシスタントとなり仕事を手伝うが、その指示なども全てドアの隙間から行う。
尼～ずたちに食料や生活費をしばしば援助し、ドレス制作費用なども無利子で貸しており、彼女たちの経済的バックアップをする存在。
当初から姿を一切見せていなかったが、最終話（『Kiss』2017年10月号、単行本第17巻）で、その正体と、天水館が男子禁制になった理由が明かされ､尼～ズ一同を驚かせる。
ノム
演 - 安達祐実（テレビドラマ版）
千絵子の友人のドールマニア。「どっふー」「虫ケラ」が口癖。
天水館の住人ではないが、クラゲのドレス作りのパタンナー兼お針子として、そのデザインのドール用ドレスを作る権利と引き換えに手伝う事になる。
縦ロールでツインテール、メガネを掛けており、フリフリのワンピースを着ている。ドールと同じ服を着たり、作ったりしている。
ベライス人形のマニアで、ファッションドール専用のドレスをネットで販売している。当人は小柄でガーリッシュな風体で、人形を人間、人間を虫けらだと思っており、人間の服を虫けら服と呼び、本来は「虫けら服」を作るのは趣旨に反するとのこと。デザイン画を見るだけで型紙をサッと描く事が出来るがそのサイズも人形サイズである。
アニメ未登場（ガイドブックにキャラクターデザイナーによるイラストが描かれている）。

### 鯉淵家とその縁故者
鯉淵修（こいぶち しゅう）
声 - 諏訪部順一、野浜たまこ(子供時代)
演 - 長谷川博己（実写映画版）/ 工藤阿須加（テレビドラマ版）
蔵之介の異母兄。30歳。父親の政治秘書を務めている。
メガネでいつもスーツ姿。長身でなかなかのイケメン。かなり真面目で堅物だが、弟思いの優しい兄。
子供の頃、父親とその愛人（リナ）との情事を目撃して以来、女性が苦手になってしまった。三郎太曰く「今流行りの中年童貞」。
蔵之介にメイクアップされた月海に一目惚れしており、普段女性には全く興味を示さないにもかかわらず、月海に対してはすぐに赤面したり、純情な反応を示す。最初は上下ジャージ・ノーメイク・おさげ髪の月海と出会っても気付かなかったが、同一人物であることに気づいた後、月海と個人的に接触を図ることが多くなり、蔵之介をやきもきさせている。女性との接し方が分からず、月海に今時誰もやらないラブレターでアタックしようとしたり、稲荷に振り回されたりと、恋心が空回りしている。
鯉淵慶一郎（こいぶち けいいちろう）
声 - 麦人
演 - 平泉成（実写映画版）/ 北大路欣也（テレビドラマ版）
修・蔵之介の父親。民自党最大派閥鯉淵派を率いる。
蔵之介の女装趣味を一族の恥だと思っている。修に一方的に付きまとう稲荷を修の恋人だと勘違いし、お抱え運転手の花森に「二人をしっかりとくっつけろ」と命令する。極度の女好き。
コーヒー好きで、ドレス作りのために鯉淵邸を訪れた千絵子やジジに自ら淹れたモカマタリを振る舞い、感じよくもてなした。
根岸三郎太（ねぎし さぶろうた）
声 - 千葉繁
総理大臣。鯉淵の妻の兄で、修・蔵之介兄弟の伯父に当たる人物。
公の場ではしっかりとした振る舞いだが、プライベートではオヤジギャグをかましたり、甥の修を“シュウシュウ”と呼んだり、“ぴょえ?”“カワユス”などと常に冗談まじりで話す。アイドル好き。女装した蔵之介も難なく受け入れ、携帯に保存した画像を「姪っ子」だと言って他人に見せたりもしている。
支持率が1桁台になってもあっけらかんとしている。失言が多い点が支持率低下の一因であるが、物事を上手くまとめた発言も多く周囲の評価は「やれば出来る人」。
花森よしお（はなもり よしお）
声 - 子安武人
演 - 速水もこみち（実写映画版）/ 要潤（テレビドラマ版）
鯉淵家の運転手で、修とは幼なじみ。
愛車のベンツを溺愛しており、暇さえあればピカピカに磨いている。自前の弁当のご飯の上にもベンツマークの海苔を乗せており、ベンツを眺めながら食べている。一見寡黙でポーカーフェイスだが、「ベンツを傷つける」「新しいベンツ・部品を買ってもいい」などと条件を出すと何でもぺらぺらと喋ってしまう。ベンツを汚すのを異常なまでに嫌う。貝アレルギーで、特にアサリがダメで食べるとじんましんが出る。美人に弱い。
名前の「よしお」は原作コミック6巻のepisode.34より、モデルと化したまややをナンパした際に出した名刺に「花森よしお」と記載されていることから発覚した。
稲荷翔子（いなり しょうこ）
声 - 北西純子
演 - 片瀬那奈（実写映画版）/ 泉里香（テレビドラマ版）
天水地区の再開発を計画しているデベロッパーの女性。
グラマラスな美人だが、プロジェクトのためには手段を選ばず、枕営業的な「一昔前の銀座ホステス」を想起させる、と部下に指摘されているアプローチで仕事を取っている。バブル時代を引きずったファッションや価値観、口調が特徴。休日にはブランドショップに出向くほどファッション好きだが、古いファッションを扱うため、現代的ではないニーズから店が潰れていたことがある。本作において、稲荷の名から「女狐」と称されている。
今回も修を泥酔させて肉体関係を持ったかのように装い、記憶がない修を半ば脅迫する形でつきまとうが、狂言自殺を演じ、心配した修に平手打ちされ、彼への想いを募らせる事になった。それ以前に、修に想いを寄せる月海を敵視し、彼女に偽の情事写真を送りつけるなど、嫌がらせを行っている。
リナ
声 - 吉田聖子
演 - 若村麻由美（テレビドラマ版）
蔵之介の実母。
元は舞台女優だったが、慶一郎の愛人となり蔵之介を身ごもる。出産後は蔵之介と二人で暮らしていたが、慶一郎に引き離された。現在はイタリアでイタリア人男性と同居しているようであり、友人から蔵之介の動画が添付されたメールが来て、修に連絡したが、蔵之介には内緒にするよう話した。

### その他
クララ
声 - 諸星すみれ
月海のペットのタコクラゲ。天水館のフロアの水槽で飼育されている。
ペットショップで無造作にミズクラゲと同居させられ、命の危険にあっていた所を月海と蔵之介に救われた。二人の出会いのきっかけとなった存在。
水槽や人工海水など、その飼育に月海は相当な費用を負担している模様。クラゲ故特別に何をするわけでもないが、月海の心の支えになっている。月海は擬人化したクララのイラストを描き、それを基にした縫いぐるみも作成しており、それが月海のセンスが蔵之介の目に留まる切っ掛けともなっている。
擬人化したクララは本作のマスコットキャラとして作品中の解説などを行い、アニメ版ではアイキャッチの案内もしている。普段は敬語だが、クラゲ相手だと友達口調になる。

## 書誌情報
- 東村アキコ 『海月姫』 講談社〈KISS KC〉、全17巻
  1. 2009年3月13日第1刷発行（同日発売）、ISBN 978-4-06-340744-0
  2. 2009年7月13日第1刷発行（同日発売）、ISBN 978-4-06-340762-4
  3. 2009年11月13日第1刷発行（同日発売）、ISBN 978-4-06-340775-4
  4. 2010年3月12日第1刷発行（同日発売）、ISBN 978-4-06-340790-7
  5. 2010年8月10日第1刷発行（同日発売）、ISBN 978-4-06-340812-6
  6. 2010年11月26日第1刷発行（同日発売）、ISBN 978-4-06-340824-9
  7. 2011年4月13日第1刷発行（同日発売）、ISBN 978-4-06-340841-6
  8. 2011年9月13日第1刷発行（同日発売）、ISBN 978-4-06-340855-3
  9. 2012年3月13日第1刷発行（同日発売）、ISBN 978-4-06-340874-4
  10. 2012年9月13日第1刷発行（同日発売）、ISBN 978-4-06-340887-4
  11. 2013年3月13日第1刷発行（同日発売）、ISBN 978-4-06-340903-1
  12. 2013年7月12日第1刷発行（同日発売）、ISBN 978-4-06-340912-3
  13. 2013年12月13日第1刷発行（同日発売）、ISBN 978-4-06-340921-5
  14. 2014年9月12日第1刷発行（同日発売）、ISBN 978-4-06-340934-5
  15. 2015年1月13日第1刷発行（同日発売）、ISBN 978-4-06-340941-3
  16. 2016年5月13日第1刷発行（同日発売）、ISBN 978-4-06-340987-1
  17. 2017年11月13日第1刷発行（同日発売）、ISBN 978-4-06-510452-1
- 東村アキコ 『海月姫外伝 BARAKURA〜薔薇のある暮らし〜』 講談社〈ワイドKC〉、全2巻
  1. 2012年9月13日初版初刷発行（同日発売）、ISBN 978-4-06-337761-3
  2. 2014年9月12日初版初刷発行（同日発売）、ISBN 978-4-06-337804-7

## テレビアニメ
2010年10月から同年12月まで、フジテレビ「ノイタミナ」枠にて放送された。
地井武男がジジ様の愛でるグッズ（ブロマイドなど）として特別出演しており、エンディングクレジットにも記載されている。また、第8話のモブには、原作者の東村アキコの息子（愛称：ごっちゃん）が一瞬だけ登場している。
このアニメに先立って、同年8月からはノイタミナ枠前半・後半枠の幕間にて事前番宣を兼ねたミニアニメ版『それ行け!尼〜ず探検隊』が放送された。本編のストーリーとは全く関係なく、ジャングルを探検する尼〜ずたちの冒険記が描かれていた。

### キャスト（アニメ）
- 倉下月海 - 花澤香菜[3]
- 鯉淵蔵之介 - 斎賀みつき[3]
- 千絵子 - 斉藤貴美子[3]
- まやや - 岡村明美[3]
- ばんば - くまいもとこ[3]
- ジジ - 能登麻美子[3]
- 鯉淵修 - 諏訪部順一[3]、野浜たまこ（子供時代）
- 鯉淵慶一郎 - 麦人
- 根岸 三郎太 - 千葉繁
- 花森よしお - 子安武人[3]
- 稲荷翔子 - 北西純子
- リナ - 吉田聖子
- クララ - 諸星すみれ

### スタッフ（アニメ）
- 監督 - 大森貴弘[3]
- シリーズ構成 - 花田十輝[3]
- キャラクターデザイン - 羽山賢二[3]
- 美術 - 一色美緒[3]
- 色彩設計 - 歌川律子[3]
- 撮影 - 田村仁[3]
- 編集 - 関一彦[3]
- 音楽プロデューサー - 佐野弘明
- 音楽 - 吉森信[3]
- 音響効果 - 奥田維城
- チーフプロデューサー - 山本幸治
- プロデューサー - 森尻和明、松尾光広、竹枝義典
- アニメーションプロデューサー - 佐藤由美
- アニメーションプロデュース - GENCO
- アニメーション制作 - ブレインズ・ベース[3]
- 音楽制作 - フジパシフィック音楽出版、ソニーミュージックエンタテインメント
- 音響制作 - ダックスプロダクション
- 協力 - 新江ノ島水族館
- 製作 - 海月姫製作委員会[3]（フジテレビジョン、アスミック・エース、講談社、ソニー・ミュージックエンタテインメント、電通、東宝、ジェンコ）

### 主題歌
オープニングテーマ「ここだけの話」
作詞・作曲 - 橋本絵莉子 / 編曲・歌 - チャットモンチー
エンディングテーマ「きみのキレイに気づいておくれ」
作詞・作曲 - 山口隆 / 編曲・歌 - サンボマスター

### 各話リスト
| 話数   | サブタイトル                         | 脚本     | 絵コンテ   | 演出         | 作画監督            |
| ------ | ------------------------------------ | -------- | ---------- | ------------ | ------------------- |
| 第1話  | セックス・アンド・ザ・アマーズ       | 花田十輝 | 大森貴弘   | 大森貴弘     | 羽山賢二            |
| 第2話  | スキヤキ・ウエスタン・マツサカ       | 花田十輝 | 寺東克己   | 寺東克己     | 薮野浩二            |
| 第3話  | 魔法をかけられて                     | 江夏由結 | 梅本唯     | 梅本唯       | 伊藤秀樹            |
| 第4話  | 水族館で逢いましょう                 | 待田堂子 | 古谷田順久 | 古谷田順久   | 岸友洋              |
| 第5話  | 私はクラゲになりたい                 | 花田十輝 | 大畑清隆   | 佐々木奈々子 | 青野厚司 岡辰也     |
| 第6話  | ナイト・オブ・ザ・リビング・アマーズ | 江夏由結 | 寺東克己   | 寺東克己     | 高田晃              |
| 第7話  | 金融無職列島                         | 待田堂子 | 若林厚史   | 古谷田順久   | 飯塚晴子 阿部純子   |
| 第8話  | ミリオンダラー・ベイビーズ           | 江夏由結 | 梅本唯     | 梅本唯       | 伊藤秀樹            |
| 第9話  | 真夜中のチェリーボーイ               | 待田堂子 | 大畑清隆   | 佐々木奈々子 | 青野厚司 近藤奈都子 |
| 第10話 | 愛とぬるま湯の日々                   | 花田十輝 | 若林厚史   | 古谷田順久   | 薮野浩二 岸友洋     |
| 第11話 | ジェリーフィッシュ・オブ・ドリームス | 花田十輝 | 寺東克己   | 寺東克己     | 羽山賢二            |

### 放送局
| 放送期間                                    | 放送時間                     | 放送局           | 対象地域   | 備考                                       |
| ------------------------------------------- | ---------------------------- | ---------------- | ---------- | ------------------------------------------ |
| 2010年10月15日 - 12月31日                   | 金曜 0:45 - 1:15（木曜深夜） | フジテレビ       | 関東広域圏 | 製作委員会参加 / 字幕放送                  |
| 2010年10月27日 - 2011年1月12日              | 水曜 1:35 - 2:05（火曜深夜） | 関西テレビ       | 近畿広域圏 | 『アニメわ〜く!』第1部 / 字幕放送          |
| 2010年10月29日 - 2011年1月14日              | 金曜 2:05 - 2:35（木曜深夜） | 東海テレビ       | 中京広域圏 |                                            |
| 2010年11月14日 - 2011年1月30日              | 日曜 1:05 - 1:35（土曜深夜） | さくらんぼテレビ | 山形県     |                                            |
| 2010年11月21日 - 2011年2月20日              | 日曜 1:00 - 1:30（土曜深夜） | BSフジ           | 日本全域   | BS放送                                     |
| 2011年1月14日 - 3月18日                     | 金曜 0:35 - 1:05（木曜深夜） | サガテレビ       | 佐賀県     |                                            |
| 2011年10月22日 - 11月26日                   | 土曜 22:00 - 23:00           | フジテレビTWO    | 日本全域   | CS放送 / 2話連続放送 / リピート放送あり    |
| 2018年1月29日 - 4月9日                      | 月曜 2:15 - 2:45（日曜深夜） | 北海道文化放送   | 北海道     | [ 注 3 ]                                   |
| 2018年4月6日 - 4月13日                      | 月曜 - 金曜 20:00 - 21:00    | アニマックス     | 日本全域   | BS/CS放送 / 2話連続放送 / リピート放送あり |
| フジテレビ、BSフジでは『ノイタミナ』第1部。 |                              |                  |            |                                            |

### 映像特典
DVD&Blu-ray各巻収録の各話約5分程度の未放映エピソード。第3巻、第4巻は東村アキコ書き下ろし新作。
- 地井さんイラスト - 奥野治男、樋口聡美
- 武将イラスト - 尻火、横手博人

| 巻数  | サブタイトル                                                   | 脚本     | 絵コンテ | 演出         | 作画     |
| ----- | -------------------------------------------------------------- | -------- | -------- | ------------ | -------- |
| 第1巻 | 海月姫 英雄列伝（ヒーローズ）☆其の一 まやや様の巻              | 花田十輝 | 若林厚史 | 中野英明     | 大木賢一 |
| 第2巻 | 海月姫 英雄列伝（ヒーローズ）☆其の二 ばんばさん ジジ様の巻     | 花田十輝 | 若林厚史 | 中野英明     | 大木賢一 |
| 第3巻 | 海月姫 英雄列伝（ヒーローズ）☆其の三 千絵子抄の巻              | 花田十輝 | 若林厚史 | 佐々木奈々子 | 大木賢一 |
| 第4巻 | 海月姫 英雄列伝（ヒーローズ）☆其の四 シュウシュウ 花森さんの巻 | 花田十輝 | 若林厚史 | 古谷田順久   | 羽山賢二 |

| フジテレビ ノイタミナ 第1部 | フジテレビ ノイタミナ 第1部 | フジテレビ ノイタミナ 第1部 |
| 前番組                      | 番組名                      | 次番組                      |
| --------------------------- | --------------------------- | --------------------------- |
| もやしもん（ドラマ版）      | 海月姫                      | フラクタル                  |

## 映画
2014年12月27日に全国公開された。監督は川村泰祐。主演は能年玲奈。全国216スクリーンで公開された。

### キャスト（映画）
- 倉下月海 - 能年玲奈
- 鯉淵蔵之介 - 菅田将暉
- ばんば - 池脇千鶴
- まやや - 太田莉菜
- ジジ - 篠原ともえ
- 千絵子 - 馬場園梓（アジアン）
- 鯉淵修 - 長谷川博己
- 鯉淵慶一郎 - 平泉成
- 花森よしお - 速水もこみち
- 熱帯魚店店員 - 中村倫也
- 稲荷翔子 - 片瀬那奈
- 柏木 - 内野謙太

### スタッフ（映画）
- 原作 - 東村アキコ「海月姫」（講談社『Kiss』連載中）
- 監督 - 川村泰祐
- 脚本 - 大野敏哉、川村泰祐
- 音楽 - 前山田健一
- ドレスデザイン・スタイリスト - 飯嶋久美子
- 主題歌 - SEKAI NO OWARI「マーメイドラプソディー」（TOY'S FACTORY INC）
- 挿入歌 - SEKAI NO OWARI 「スターライトパレード」「花鳥風月」
- エグゼクティブプロデューサー - 豊島雅郎、鈴木伸育
- プロデューサー - 井手陽子、宇田充、松下卓也
- 共同プロデューサー - 鈴木俊輔、加茂義隆
- アソシエイトプロデューサー - 坪屋有紀
- ラインプロデューサー - 橋本竜太
- 撮影 - 福本淳
- 照明 - 市川徳充
- 美術 - 笠井亜紀
- 録音 - 小松将人
- 編集 - 森下博昭
- 装飾 - 渡辺大智
- 助監督 - 成瀬朋一
- 衣装 - 井手珠美
- ヘアメイク - 赤間直幸
- スクリプター - 中田秀子
- テクニカルプロデューサー - 大屋哲男
- VFXプロデューサー - 道木伸隆
- 音楽プロデューサー - 安井輝
- 制作・配給 - アスミック・エース
- 制作協力プロダクション - ギークサイト
- 製作 - 映画「海月姫」製作委員会（アスミック・エース、講談社、ハピネット、パルコ、東海テレビ放送、レプロエンタテインメント）

### 受賞
- 第10回おおさかシネマフェスティバル[7][8]
  - 助演男優賞（菅田将暉、『そこのみにて光輝く』『闇金ウシジマくん Part2』と合わせて）

## テレビドラマ
2018年1月15日から3月19日まで、フジテレビ系「月9」枠にて放送された。主演は芳根京子。

### ストーリー
幼少期に母親を病で亡くし、鹿児島から一人で上京した倉下月海は大のクラゲ好き。定職にもつかず、天水館という下宿で独特のオタク趣味を持つ同じくニートの仲間たちと、慎ましく共同生活していた。そんなある日、ペットショップで売られているクラゲの扱いを巡って店員と口論になる。そこに現れたのはオシャレで背の高い美女だった。彼女がクラゲを購入してくれたことで問題が解決し、恩義を感じた月海は彼女を天水館に泊める。しかし、翌朝隣で寝ていたのは紛れもなく男だった。地元の政治家鯉渕慶一郎の次男である鯉渕蔵之介。「女装男子」という趣味を持つ蔵之介に月海は大慌て。なにしろ天水館は男子禁制。尼～ずと呼ばれる他の住人たちに知られては一大事であった。どうにか蔵之介を帰すことに成功したが、蔵之介は内気だが一風変わった月海に興味を抱き、改めて天水館を訪れる。オシャレ美人という蔵之介（蔵子）に尼～ずたちは気後れするが男だとは気づかず、持参の食べ物に釣られて出入りを許してしまう。蔵之介は月海が実は美人だと見抜き、自宅に招いた彼女にメークを施しドレスを着せる。すっかり見違えた月海は自分自身の姿に戸惑い出ていくが、それを蔵之介の弟で慶一郎の秘書である修に見られ、一目惚れされてしまう。だが、後日月海の服を返しに行った修は天水館で会った陰気な女性が月海だと気づかずにつれない態度をとってしまう。蔵之介は月海に自信を持たせるため修とのデートをセッティング。修は月海にいよいよ好意を抱くようになり、月海も修に憧れるようになる。
その一方、枕営業を得意とする稲荷翔子の会社が天水地区の再開発事業に着手し、強引な手段で土地を買い漁っていた。翔子は名士である慶一郎を再開発推進派に加えるため、その息子である修を篭絡せんと画策。修を昏倒させた翔子は既成事実として修との一夜があったように仕向けるが、修は幼少期のトラウマが原因でいまだ「童貞」だった。再開発地区には天水館も含まれていた。他に行き場所のない尼～ずは事態の打開を図ろうとするが、そもそも対人関係が苦手な人間ばかり。そうした危機に蔵之介が一計を案じ、彼女たちは月海がクラゲをモチーフにデザインしたドレスを制作・販売することで富を得て買収計画を阻止しようとする。
やがて月海の正体が修に発覚。修は改めて月海への気持ちに目覚める。更に慶一郎は翔子にダマされ再開発推進派に回る。そんな状況に悪戦苦闘を重ねる月海と蔵之介だったが二人の間には友情以上のなにかが芽生えようとしていた。やがて月海の持つファッションセンスはある人物に知られ、彼女の才能を高く評価するその人物の登場により、事態は更にややこしくなってしまった。

### キャスト（テレビドラマ）
- 倉下月海 - 芳根京子 / 平澤宏々路（幼少期）
- 鯉淵蔵之介〈26〉 - 瀬戸康史[9] / 志水透哉（幼少期）
- 鯉淵修 - 工藤阿須加[10]
- ジジ - 木南晴夏
- ばんば - 松井玲奈[11]
- まやや - 内田理央[12]
- 千絵子 - 富山えり子
- 稲荷翔子 - 泉里香[13]
- 花森よしお - 要潤[14]
- 佐々木公平 - 安井順平[15]
- 鯉淵容子 - 床嶋佳子
- 鯉淵慶一郎 - 北大路欣也[16]
- 中原丈雄[注 4] ‐ 本人役
- 倉下深雪 - 小雪[17]（友情出演）（第1話）
- 桐山琴音 - 最上もが[18]（第1話・第4話・第5話）
- 熱帯魚屋の店員 - 玉川蓮（第1話）
- 杉本 - 浜野謙太（第3話・第9話[注 5]）
- 琴音の友人 - 糸原美波[19]（第4話）、一双麻希（第4話）
- Beverly - 本人役[20]（第4話）
- ダンサー - 里梨愛（α‐X's）（第4話）、美來（α‐X's）（第4話）、千聖（α‐X's）（第4話）
- 千絵子の母 - 富山えり子（第5話 - 第7話）
- ノムさん - 安達祐実[21]（第5話・最終話）
- リナ - 若村麻由美[22]（第5話 - 第8話・最終話）
- ニーシャ - 江口のりこ[23]（第6話・第7話・最終話）
- カイ・フィッシュ - 賀来賢人[24]（第7話 - 最終話）
- ファヨン - 伊藤ゆみ（第7話 - 最終話、幼少期：高松咲希[25]）
- スタイリスト - 中村涼子[26]（第7話）
- にゃんこスター - 本人役[27]（第8話）
- 月海にクラゲの絵を描いてもらった女の子 - 新津ちせ[28]（第9話）
- 目白樹音 - 滝藤賢一（最終話）

### スタッフ（テレビドラマ）
- 原作 - 東村アキコ『海月姫』（講談社『Kiss』所載）
- 音楽 - 末廣健一郎、MAYUKO
- 脚本 - 徳永友一
- オープニング - カフェラテ噴水公園 feat.にゃんこスター「Goサインは1コイン」（avex trax）[29]
- 主題歌 - Beverly「A New Day」（avex trax）[30]
- 編成企画 - 渡辺恒也
- プロデュース - 小林宙
- 演出 - 石川淳一、山内大典、紙谷楓
- 制作 - フジテレビ
- 制作著作 - 共同テレビ

### 評価
2020年3月に行われ、300人が投票に参加した「瀬戸康史の歴代出演ドラマ人気ランキング」では、『パーフェクトワールド』や『私、結婚できないんじゃなくて、しないんです』らを凌ぎ1位を獲得した。

### 関連商品
オリジナルサウンドトラック
フジテレビ系ドラマ「海月姫」オリジナルサウンドトラック（2018年2月28日発売、ポニーキャニオン）
Blu-ray&DVD
海月姫 Blu-ray BOX・DVD BOX（2018年9月5日発売、TCエンタテインメント）

### 放送日程
| 各話                                                                         | 放送日  | サブタイトル                                                 | 演出     | 視聴率 |
| ---------------------------------------------------------------------------- | ------- | ------------------------------------------------------------ | -------- | ------ |
| 第1話                                                                        | 1月15日 | 月9史上最も奇妙な三角関係!? 人は誰でも自分のままで輝ける!    | 石川淳一 | 8.6%   |
| 第2話                                                                        | 1月22日 | 初恋の試練 天水館が消滅!? 尼〜ず最大の危機                   | 石川淳一 | 6.9%   |
| 第3話                                                                        | 1月29日 | 初デート! 暴かれたシンデレラ魔法とウソ                       | 山内大典 | 5.9%   |
| 第4話                                                                        | 2月05日 | 緊急出動! 落ちこぼれ達が起こす大逆転劇!                      | 山内大典 | 7.5%   |
| 第5話                                                                        | 2月12日 | 一攫千金! ショータイムにかけた仲間の想いをつなげ! 運命の決断 | 石川淳一 | 5.3%   |
| 第6話                                                                        | 2月19日 | 第二章突入 尼〜ず解散危機! 愛と勇気の闘争                    | 紙谷楓   | 5.0%   |
| 第7話                                                                        | 2月26日 | 一発逆転! 謎の男の怪しい誘惑!? 君が欲しい                    | 石川淳一 | 4.9%   |
| 第8話                                                                        | 3月05日 | 涙腺崩壊! 海月の決断と涙の別れ 最後の晩餐                    | 石川淳一 | 5.0%   |
| 第9話                                                                        | 3月12日 | 愛する人へ奇跡は俺たちが作る! 奪還大作戦                     | 山内大典 | 6.0%   |
| 最終話                                                                       | 3月19日 | 尼〜ずよ永遠に! 涙の卒業制作最後のキス                       | 石川淳一 | 5.8%   |
| 平均視聴率 6.1% （視聴率はビデオリサーチ調べ、関東地区・世帯・リアルタイム） |         |                                                              |          |        |

- 視聴率の不調はあったがSNS上では高評価を得ており、ストーリーの展開の切り替わりの良さを評価する動きも見られた[34][35][36]。

| フジテレビ系列 月曜21時枠の連続ドラマ                                   | フジテレビ系列 月曜21時枠の連続ドラマ | フジテレビ系列 月曜21時枠の連続ドラマ           |
| 前番組                                                                  | 番組名                                | 次番組                                          |
| ----------------------------------------------------------------------- | ------------------------------------- | ----------------------------------------------- |
| 民衆の敵 〜世の中、おかしくないですか!?〜 （2017年10月23日 - 12月25日） | 海月姫 （2018年1月15日 - 3月19日）    | コンフィデンスマンJP （2018年4月9日 - 6月11日） |